# Muralha das Portas de Montemuro
A Muralha das Portas de Montemuro, ou Povoado das Portas de Montemuro, de que restam ruínas, é um sítio arqueológico localizado em Parada de Ester, na atual freguesia de Parada de Ester e Ester, no Município de Castro Daire, em Portugal.
Este sítio arqueológico está classificado como Imóvel de Interesse Público desde 1974.
No século XIII era já referido nas Inquirições de 1258. A estação arqueológica é partilhada por dois concelhos vizinhos: Castro Daire e Cinfães. Segundo alguns autores, o sítio atesta os escassos vestígios de um povoado fortificado da Idade do Ferro, que se pode considerar como fazendo parte da cultura castreja. O "castro" terá, depois, sido reutilizado pelos romanos e durante a Reconquista, por D. Afonso Henriques (note-se que alguns terrenos circundantes terão pertencido a Egas Moniz).
O termo Portas terá surgido oficialmente, pela primeira vez, no foral da vila de Bustelo, concedido no século XIII, sendo também designado como Muro das Portas ou, simplesmente Muro, pelos caçadores e pastores que passam pelo local e referir-se-á, talvez, à passagem de rebanhos transumantes da Serra da Estrela. 
Existe um capela perto do local, numa atitude típica de adopção pela religião cristã dos locais sagrados ou supostamente sagrados da época pagã.